# Červorovec splývavý
Červorovec splývavý (Typhlonectes natans Fischer in Peters, 1880) je obojživelník z řádu červorů a čeledi červorovcovití. V přírodě se vyskytuje v Kolumbii a Venezuele. Nově se objevil i na jihu Floridy ve Spojených státech jako zavlečený invazivní druh.
Dorůstá až 55 cm. Je tmavě šedý až černý. Žije převážně ve vodě. Je vejcoživorodý.
V Česku je červorovec chován v Zoo Brno a Plzeň.